# 多紀氏
多紀氏（たきし、たきうじ）は、日本の医家あるいは武家。

## 概略
渡来系氏族であり、多紀氏はいろいろな系統がある。ひとつは丹波康頼を始めとする丹波氏に行きつく家柄。もうひとつは豊後国の豪族大蔵氏の庶家である。
江戸時代には、江戸幕府に代々仕え、徳川将軍家の奥医師として初代徳川家康から最後の将軍15代徳川慶喜まで将軍家に近習した。僧位を持ち、法眼、法印の位を授けられた。菩提寺は東京都北区上中里にある城官寺で、多紀一族の墓がある。
江戸時代の末期には、江戸幕府の医学校である医学館総裁をつとめた。主に、内科を担当し、幕末に西洋医学が輸入されると外科の桂川氏とともに両雄と称されることがあるが、桂川氏は江戸時代後期に将軍家の奥医師になったのに対して、多紀氏は江戸幕府が開かれた時からの将軍家奥医師であり、多紀氏のほうが内科を担当しており家柄としても格上であり、位も上であった。

## 人物
- 多紀元孝
- 多紀元徳
- 多紀元簡
- 多紀元胤
- 多紀元堅
- 多紀安琢